# Hydroides steinitzi
Hydroides steinitzi är en ringmaskart som beskrevs av Ben-Eliahu 1972. Hydroides steinitzi ingår i släktet Hydroides och familjen Serpulidae. Inga underarter finns listade i Catalogue of Life.